# Cseng Csin-ven
Cseng Csin-ven (egyszerűsített kínai írással: 郑钦文, pinjin: Zhèng Qīnwén, a nemzetközi szakirodalomban: Zheng Qinwen), (Sijen (Shiyan), 2002. október 8. –) olimpiai bajnok kínai hivatásos teniszezőnő.
2018-ban kezdte profi pályafutását. Egyéniben öt WTA- és 1 WTA 125K-tornát nyert meg, emellett 8 ITF-tornán végzett az első helyen. Legjobb egyéni világranglista-helyezése a 4. hely, ezt 2025. június 16-án érte el, párosban a legjobbjaként 2020. október 26-án a 724. helyen állt.
A Grand Slam-tornákon egyéniben a legjobb eredménye a 2024-es Australian Openen elért döntő. Döntőt játszott a 2024-es évvégi világbajnokságon.
2022-ben egyéniben megnyerte a Hangcsouban rendezett Ázsia-játékokat. 2024-ben aranyérmet szerzett a párizsi olimpián.

## Pályafutása
2018 januárjában szerepelt először ITF-tornán. Első tornagyőzelmét 2020. júniusban szerezte. WTA-torna főtáblájára a kvalifikációból először 2021-ben jutott fel, amikor Palermóban a WTA250-es tornán a 2. körig jutott. Első WTA tornagyőzelmét is ezen a tornán szerezte meg 2023 júliusában.
Grand Slam-tornán először a 2022-es Australian Open selejtezőjében indult, és rögtön fel is került a főtáblára, ahol a 2. körben szenvedett vereséget. A 2023-as US Openen már negyeddöntős volt, és a 2024-es Australian Openen a döntőbe jutott.

## Grand Slam döntői

### Egyéni

#### Elveszített döntői (1)
| Év   | Bajnokság       | Borítás | Ellenfél         | Eredmény |
| ---- | --------------- | ------- | ---------------- | -------- |
| 2024 | Australian Open | Kemény  | Arina Szabalenka | 3-6, 2-6 |

## WTA döntői

### Egyéni

#### Győzelmei (5)
| Összesítés                  |
| Grand Slam-torna (0)        |
| WTA 1000 (kötelező)* (0)    |
| WTA 1000 (nem kötelező) (0) |
| WTA 500 (2)                 |
| WTA 250 (2)                 |
| WTA Finals (0)              |
| Olimpia (1)                 |

| No. | Dátum              | Torna                                                   | Borítás | Ellenfél a döntőben | Eredmény      | Megj.     |
| --- | ------------------ | ------------------------------------------------------- | ------- | ------------------- | ------------- | --------- |
| 1.  | 2023. július 23.   | Palermo International, Palermo, Olaszország             | Salak   | Jasmine Paolini     | 6–4, 1–6, 6–1 |           |
| 2.  | 2023. október 15.  | Zhengzhou Open, Csengcsou, Kína                         | Kemény  | Barbora Krejčíková  | 2–6, 6–2, 6–4 |           |
| 3.  | 2024. július 21.   | Palermo Ladies Open, Palermo, Olaszország               | Salak   | Karolína Muchová    | 6–4, 4–6, 6–2 |           |
| 4.  | 2024. augusztus 3. | 2024. évi nyári olimpiai játékok, Párizs, Franciaország | Salak   | Donna Vekić         | 6–2, 6–3      | részletek |
| 5.  | 2024. október 27.  | Pan Pacific Open, Tokió, Japán                          | Kemény  | Sofia Kenin         | 7–6(5), 6–3   |           |

#### Elveszített döntői (5)
|    | Dátum                | Torna                      | Borítás    | Ellenfél a döntőben  | Eredmény a döntőben |
| 1. | 2022. szeptember 25. | Pan Pacific Open, Tokió    | Kemény     | Ljudmila Szamszonova | 5–7, 5–7            |
| 2. | 2023. október 29.    | WTA Elite Trophy, Csuhaj   | Kemény     | Beatriz Haddad Maia  | 6–7(11), 6–7(4)     |
| 3. | 2024. január 27.     | Australian Open, Melbourne | Kemény     | Arina Szabalenka     | 3-6, 2-6            |
| 4. | 2024. október 13.    | Wuhan Open, Vuhan          | Kemény     | Arina Szabalenka     | 3-6, 7-5, 3-6       |
| 5. | 2024. november 9.    | WTA Finals, Rijád          | Kemény (f) | Cori Gauff           | 6-3, 4-6, 6-7(2)    |

## WTA 125K döntői

### Egyéni

#### Győzelmei (1)
| No. | Dátum            | Torna                                     | Borítás | Ellenfél     | Eredmény      |
| --- | ---------------- | ----------------------------------------- | ------- | ------------ | ------------- |
| 1.  | 2022. június 12. | Open de Valencia, Valencia, Spanyolország | Salak   | Vang Hszi-jü | 6–4, 4–6, 6–3 |

## ITF döntői

### Egyéni: 8 (8–0)
| Díjazás              |
| -------------------- |
| $100,000 torna       |
| $75,000/80,000 torna |
| $50,000/60,000 torna |
| $25,000 torna        |
| $15,000 torna        |

| Eredmény | No. | Dátum                | Torna                              | Borítás    | Ellenfél          | Eredmény         |
| -------- | --- | -------------------- | ---------------------------------- | ---------- | ----------------- | ---------------- |
| Győztes  | 1.  | 2020. augusztus 30.  | Cordenons, Olaszország             | Salak      | Mira Antonitsch   | 6–1, 6–0         |
| Győztes  | 2.  | 2020. szeptember 6.  | Marbella, Spanyolország            | Salak      | Alina Csarajeva   | 4–6, 6–4, 6–4    |
| Győztes  | 3.  | 2020. szeptember 20. | Frýdek-Místek, Csehország          | Salak      | Gabriela Talabă   | 3–6, 6–4, 6–0    |
| Győztes  | 4.  | 2020. december 20.   | Selva di Val Gardena, Olaszország  | Kemény (f) | Lea Bošković      | 6–7(0), 6–0, 6–3 |
| Győztes  | 5.  | 2021. január 17.     | Hamburg, Németország               | Kemény (f) | Linda Fruhvirtová | 6–2, 6–3         |
| Győztes  | 6.  | 2021. június 20.     | Staré Splavy, Csehország           | Salak      | Aleksandra Krunić | 7–6(5), 6–3      |
| Győztes  | 7.  | 2021. november 21.   | Funchal, Portugália                | Kemény     | Martina Trevisan  | 6–3, 7–5         |
| Győztes  | 8.  | 2022. január 30.     | Orlando, Amerikai Egyesült Államok | Kemény     | Christina McHale  | 6–0, 6–1         |

## Eredményei Grand Slam-tornákon

### Egyéni
| Grand Slam | Australian Open | Australian Open  | Roland Garros | Roland Garros     | Wimbledon | Wimbledon          | US Open     | US Open          |
| Év         | Eredmény        | Utolsó ellenfél  | Eredmény      | Utolsó ellenfél   | Eredmény  | Utolsó ellenfél    | Eredmény    | Utolsó ellenfél  |
| 2022       | 2. kör          | María Szákari    | 4. kör        | Iga Świątek       | 3. kör    | Jelena Ribakina    | 3. kör      | Jule Niemeier    |
| 2023       | 2. kör          | Bernarda Pera    | 2. kör        | Julija Putyinceva | 1. kör    | Kateřina Siniaková | Negyeddöntő | Arina Szabalenka |
| 2024       | Döntő           | Arina Szabalenka | 3. kör        | Elina Avaneszjan  | 1. kör    | Lulu Sun           | Negyeddöntő | Arina Szabalenka |
| 2025       | 2. kör          | Laura Siegemund  | Negyeddöntő   | Arina Szabalenka  | 1. kör    | Kateřina Siniaková |             |                  |

## Év végi világranglista-helyezései
| Év     | 2018 | 2019 | 2020 | 2021 | 2022 | 2023 | 2024 |
| Egyéni | 933. | 649. | 324. | 143. | 25.  | 15.  | 5.   |
| Páros  | –    | 842. | 731. | 879. | –    | –    | –    |